# トランスフォーマー

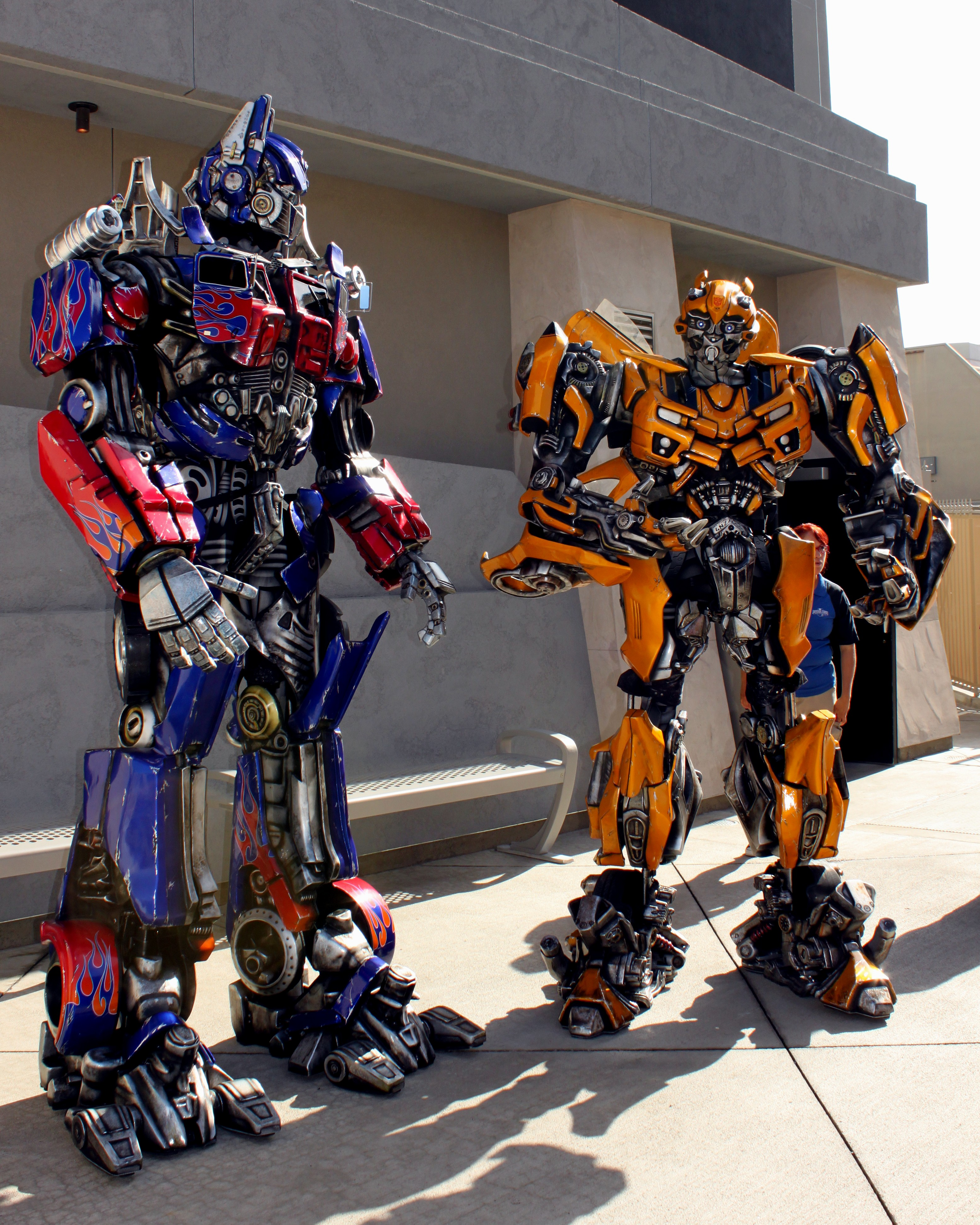
ユニバーサル・スタジオ・ハリウッドでのコンボイとバンブルのコスチュームキャラクター。

トランスフォーマー（英: Transformers）は、タカラトミーとハズブロによって展開されているメディア・フランチャイズ。北米では1984年5月から、日本では1985年6月から発売開始された。変形ロボット玩具を基にしたアニメーション、コミック、映画で全世界的に展開されている。

## 概要
元々は日本国内でタカラ（現・タカラトミー）から販売されていた『ダイアクロン』や『ミクロチェンジ』シリーズの内の後期に展開した変形ロボットをアメリカのハズブロ社が業務提携し、他社の変形ロボット玩具と共に新たな設定を加えた物を『TRANSFORMERS』として販売したものが北米を中心に大ヒット。それを日本に逆輸入したものが『トランスフォーマー』シリーズである。北米ではトイボックスやトイコー、タカトクトイスといったタカラ以外の日本玩具メーカーから発売されたロボット玩具も『トランスフォーマー』として販売されており、それらの中には日本では権利の関係上未発売となった物も複数ある。
「トランスフォーマー」と呼ばれるロボット生命体が正義の「サイバトロン（AUTOBOTS）」と悪の「デストロン（DECEPTICONS）」に分かれ抗争を繰り広げるという背景設定が存在し、敵味方の多彩なキャラクターが登場する。彼らはいわゆる宇宙人であるが、地球の環境に溶け込むために擬態する能力を持っておりロボットの姿から乗り物や動物の姿に変形（トランスフォーム）することができる。
シリーズの世界設定の主軸は玩具に付属する「テックスペック」と呼ばれるキャラクター情報に置かれており、玩具シリーズが単なるアニメやコミックのキャラクターグッズに留まらない「原案」として尊重されていることもトランスフォーマーシリーズの特異性であると言われている。
シリーズ開始当初の世界観やキャラクターの設定はマーベル・コミックの編集者兼ライターだったボブ・バディアンスキーによって主に作成されており、それらはバディアンスキーが直接手掛けたコミックのみならずアニメや玩具の設定に反映されている。

## 映像作品
各種データは日本における日時、内容を示す。

### テレビシリーズ
| タイトル                                                                             | 放送期間                       | 話数   | 備考                                                                                        |
| ------------------------------------------------------------------------------------ | ------------------------------ | ------ | ------------------------------------------------------------------------------------------- |
| 戦え!超ロボット生命体トランスフォーマー                                              | 1985年7月6日 - 1986年11月7日   | 全74話 | 総集編9話、未放送話2話あり。 『The Transformers』第2シーズンまでに相当。                    |
| 戦え!超ロボット生命体トランスフォーマー2010                                          | 1986年11月14日 - 1987年6月26日 | 全32話 | 総集編2話あり。 『The Transformers』第3シーズンに相当。                                     |
| トランスフォーマー ザ☆ヘッドマスターズ                                               | 1987年7月3日 - 1988年3月28日   | 全38話 | 総集編3話あり。                                                                             |
| トランスフォーマー 超神マスターフォース                                              | 1988年4月12日 - 1989年3月7日   | 全47話 | 総集編5話あり。                                                                             |
| 戦え!超ロボット生命体 トランスフォーマーV                                            | 1989年3月14日 - 12月19日       | 全44話 | 総集編6話あり。                                                                             |
| ビーストウォーズ 超生命体トランスフォーマー                                          | 1997年10月1日 - 1998年3月25日  | 全26話 | 『Beast Wars: Transformers』第1シーズンに相当。                                             |
| ビーストウォーズII 超生命体トランスフォーマー                                        | 1998年4月1日 - 1999年1月27日   | 全43話 |                                                                                             |
| ビーストウォーズネオ 超生命体トランスフォーマー                                      | 1999年2月3日 - 9月29日         | 全35話 |                                                                                             |
| ビーストウォーズメタルス 超生命体トランスフォーマー                                  | 1999年10月6日 - 2000年3月29日  | 全26話 | 『Beast Wars: Transformers』第2、第3シーズンに相当。                                        |
| トランスフォーマー カーロボット                                                      | 2000年4月5日 - 12月27日        | 全39話 |                                                                                             |
| 超ロボット生命体トランスフォーマー マイクロン伝説                                    | 2003年1月10日 - 12月26日       | 全52話 |                                                                                             |
| トランスフォーマー スーパーリンク                                                    | 2004年1月9日 - 12月24日        | 全52話 |                                                                                             |
| 超生命体トランスフォーマー ビーストウォーズリターンズ                                | 2004年11月6日 - 2005年1月30日  | 全27話 | モバイル放送モバHO!にて放送。未放送話1話あり。 『Beast Machines:Transformers』に相当。      |
| トランスフォーマー ギャラクシーフォース                                              | 2005年1月8日 - 12月31日        | 全52話 |                                                                                             |
| トランスフォーマー アニメイテッド                                                    | 2010年4月3日 - 12月25日        | 全42話 | 未放送話3話あり。                                                                           |
| 超ロボット生命体 トランスフォーマー プライム                                         | 2012年4月7日 - 2013年3月30日   | 全52話 | 『Transformers: Prime』第2シーズンまでに相当。                                              |
| 超ロボット生命体 トランスフォーマー プライム 深夜の完全変形2時間スペシャル!          | 2012年8月12日                  | -      |                                                                                             |
| キュートランスフォーマー 帰ってきたコンボイの謎                                      | 2015年1月6日 - 3月31日         | 全13話 |                                                                                             |
| トランスフォーマー アドベンチャー トランスフォーマー アドベンチャー -マイクロンの章- | 2015年3月15日 - 2016年12月18日 | 全45話 | 『Transformers Robots in Disguise』第2シーズンまでに相当。                                  |
| キュートランスフォーマー さらなる人気者への道                                        | 2015年7月6日 - 10月1日         | 全13話 |                                                                                             |
| 生誕20周年記念 ビーストウォーズ復活祭への道                                          | 2016年1月5日 - 3月29日         | 全13話 |                                                                                             |
| ビーストウォーズ 超生命体トランスフォーマー アゲイン                                 | 2023年4月2日 - 9月24日         | 全26話 | 『ビーストウォーズ 超生命体トランスフォーマー』の一話を前後編に分割したセレクション放送版。 |
| トランスフォーマー アーススパーク                                                    | 2023年10月1日 - 2024年9月29日  |        | オリジナルを分割して2話として扱う。                                                         |

### OVA
| タイトル                                                         | 発売日                       | 話数   | 備考                                                  |
| ---------------------------------------------------------------- | ---------------------------- | ------ | ----------------------------------------------------- |
| 戦え!超ロボット生命体トランスフォーマー スクランブルシティ発動編 | 1986年4月                    | 全1話  | ロボットポイント通販限定商品。                        |
| 戦え!超ロボット生命体トランスフォーマー 英雄伝説編               | TBA                          | 全1話  | 総集編作品。                                          |
| 戦え!超ロボット生命体トランスフォーマートランスフォーマーZ       | 1990年7月21日                | 全1話  |                                                       |
| ロボットマスターズ                                               | 2004年7月15日、2005年3月24日 | 全2話  | ロボットマスターズの玩具の一部に付属するDVDに収録。   |
| 参乗合体 トランスフォーマーGo!                                   | 2013年7月 - 2014年4月        | 全10話 | 『てれびくん』および『テレビマガジン』付録DVDに収録。 |

### 映画
| タイトル                                                             | 公開日         | 備考 |
| -------------------------------------------------------------------- | -------------- | --- |
| トランスフォーマー ザ・ムービー                                      | 1989年10月21日 | チャリティ公開。 |
| 映画版ビーストウォーズスペシャル 超生命体トランスフォーマー          | 1998年12月19日 | 『CG版ビーストウォーズ 激突！ビースト戦士』 『ビーストウォーズII 超生命体トランスフォーマー ライオコンボイ危機一髪!』 『CG版ビーストウォーズメタルス』の三作品を併映。 |
| 超生命体トランスフォーマー ビーストウォーズメタルス コンボイ大変身！ | 1999年7月31日  | 99夏 東映アニメフェアの1作品として公開。 |
| トランスフォーマー                                                   | 2007年8月4日   | |
| トランスフォーマー/リベンジ                                          | 2009年6月20日  | |
| トランスフォーマー/ダークサイド・ムーン                              | 2011年7月29日  | |
| トランスフォーマー/ロストエイジ                                      | 2014年8月8日   | |
| トランスフォーマー/最後の騎士王                                      | 2017年8月4日   | |
| バンブルビー                                                         | 2019年3月22日  | |
| トランスフォーマー/ビースト覚醒                                      | 2023年8月4日   | |
| トランスフォーマー/ONE                                               | 2024年9月20日  | |
| Transformers/G.I. Joe                                                | TBA            | |

### Web配信
| タイトル                                                     | 公開期間                      | 話数       | 備考                                                                           |
| ------------------------------------------------------------ | ----------------------------- | ---------- | ------------------------------------------------------------------------------ |
| トランスフォーマー サイバーミッション                        | 2010年3月6日 - 2011年2月24日  | 全13話     | タカラトミー トランスフォーマー公式サイト内にて公開。                          |
| バンブルビー 初めての地球生活                                | 2019年3月20日 - 4月11日       | 全3話      | YouTubeにて配信。ショート動画。 映画『バンブルビー』スピンオフ。               |
| トランスフォーマー サイバーバース                            | 2019年4月27日 - 2020年1月11日 | 全37話     | YouTubeにて配信。 『Transformers: Cyberverse』第2シーズンまでに相当。          |
| トランスフォーマー:ウォー・フォー・サイバトロン:シージ       | 2020年7月30日                 | 全6話      | Netflixにて配信。三部作。                                                      |
| トランスフォーマー:ウォー・フォー・サイバトロン:アースライズ | 2020年12月30日                | 全6話      | Netflixにて配信。三部作。                                                      |
| トランスフォーマー:ウォー・フォー・サイバトロン:キングダム   | 2021年7月29日                 | 全6話      | Netflixにて配信。三部作。                                                      |
| オプティマスプライマルとオテテクロンの戦い                   | 2023年7月14日                 | 全1話      | YouTubeにて配信。コマ撮りアニメショート動画。 映画『ビースト覚醒』スピンオフ。 |
| トランスフォーマー40周年記念スペシャルムービー               | 2024年9月12日                 | 全1話      | YouTubeにて配信。アニメーション制作TRIGGER 音楽:BUMP OF CHICKEN「メーデー」    |
| ONE another                                                  | 2024年9月20日                 | 全1話      | YouTubeにて配信。コマ撮りアニメショート動画。 映画『ONE』スピンオフ。          |
| トランスフォーマー ワイルドキング                            | 2025年3月26日 - 予定          | 全14話予定 | YouTubeにて配信。                                                              |

### 日本未公開・公開未定作品
| タイトル                                                     | 公開期間                       | 話数    | 備考 |
| ------------------------------------------------------------ | ------------------------------ | ------- | --- |
| The Transformers（シーズン5）                                | TBA                            | 全20話  | 過去のテレビシリーズと5話に分割した映画のセレクト放送。 テレビCMと映画の映像を使用したオープニングと、新規に撮影されたパワーマスターオプティマスプライムと人間の少年、トミー・ケネディによる実写映像が加えられている。 |
| トランスフォーマー G-2                                       | 1993年8月20日 - 11月29日       | 全52話  | 過去のテレビシリーズにCGエフェクトなどを追加し、再編集したセレクト放送。 |
| Go-Bots                                                      | 2003年、2005年                 | 全4話   | 第1話～第2話はスピードボット（Speed-Bot）の玩具付属ビデオに収録。 第3話～第4話はテレビ放送された。 |
| Transformers: Rescue Bots                                    | 2012年2月18日 - 2016年10月22日 | 全104話 | テレビシリーズ。 |
| Transformers Prime Beast Hunters                             | 2013年3月22日 - 7月26日        | 全13話  | テレビシリーズ。『プライム』の第3シーズンに相当。 |
| Transformers Prime Beast Hunters: Predacons Rising           | 2013年10月4日                  | -       | テレビ映画。 |
| Transformers - How To Ride Your Dinobot                      | 2014年6月2日                   | 全3話   | Web配信作品。YouTubeにて配信。 |
| Transformers: Prime Wars Trilogy                             | 2016年8月2日 - 2018年7月3日    | 全32話  | Web配信作品。go90他にて配信。 |
| Трансформеры Портал（ロシア題） Transformers: Portal（英題） | 2016年8月30日 - 2017年12月29日 | 全7話   | ロシアで製作されたWeb配信作品。YouTubeにて配信。 |
| Transformers: Robots in Disguise Combiner Force              | 2017年4月29日 - 11月11日       | 全26話  | テレビシリーズ。『アドベンチャー』の第3シーズンに相当。 |
| Transformers: Rescue Bots Academy                            | 2019年1月5日 - 2021年6月5日    | 全104話 | テレビシリーズ。 |
| Transformers: Bumblebee Cyberverse Adventures                | 2020年3月15日 - 6月7日         | 全26話  | 『サイバーバース』の第3シーズンに相当。 |
| Transformers: BotBots                                        | 2022年3月25日                  | 全10話  | テレビシリーズ。Netflixにて配信。 |

### その他
トランスフォーマー ザ・リバース
全3話。『ザ☆ヘッドマスターズ』のLDボックス映像特典として収録。『The Transformers』第4シーズンに相当。

## ゲーム作品
| タイトル                                                          | 発売日 （稼働日）                              | メーカー                   | プラットフォーム                                                                             | 備考                                                                                               |
| ----------------------------------------------------------------- | ---------------------------------------------- | -------------------------- | -------------------------------------------------------------------------------------------- | -------------------------------------------------------------------------------------------------- |
| The Transformers                                                  | 1986年                                         | Ocean Software             | ZX Spectrum、コモドール64                                                                    | 日本未発売。                                                                                       |
| Transformers: The Battle to Save the Earth                        | 1986年                                         | アクティビジョン           | コモドール64                                                                                 | 日本未発売。                                                                                       |
| トランスフォーマー コンボイの謎                                   | 1986年                                         | タカラ                     | ファミリーコンピュータ                                                                       | |
| トランスフォーマー ザ☆ヘッドマスターズ                            | 1987年                                         | タカラ                     | ファミリーコンピュータ ディスクシステム                                                      | |
| ビーストウォーズ                                                  | 1997年                                         | タカラ                     | PlayStation                                                                                  | |
| 激闘ビーストウォーズ ビースト戦士最強決定戦                       | 1999年                                         | タカラ                     | ゲームボーイカラー                                                                           | |
| トランスフォーマー ビーストウォーズメタルス64                     | 1999年                                         | タカラ                     | NINTENDO 64                                                                                  | |
| ビーストウォーズメタルス 激突!ガンガンバトル                      | 1999年                                         | タカラ                     | PlayStation                                                                                  | メタルスライノックス・メタルスワスピーターが登場。メタルスブラックウィドーもアニメに先駆けて登場。 |
| ドリームミックスTV ワールドファイターズ                           | 2003年                                         | タカラ                     | ニンテンドー ゲームキューブ、PlayStation 2                                                   | コンボイ、メガトロン参戦、巨人兵デバスターステージ登場。                                           |
| トランスフォーマー                                                | 2003年                                         | タカラ                     | PlayStation 2                                                                                | |
| Transformers                                                      | 2004年                                         | アタリ                     | PlayStation 2                                                                                | 日本未発売。                                                                                       |
| トランスフォーマー THE GAME                                       | 2008年                                         | アクティビジョン           | PlayStation 3、PlayStation 2、Wii、ニンテンドーDS、PlayStation Portable、Xbox 360、PC        | DS、PSP、Xbox 360、PC版は日本未発売。                                                              |
| Transformers: Animated THE GAME                                   | 2008年                                         | アクティビジョン           | ニンテンドーDS                                                                               | 日本未発売。                                                                                       |
| Transformers: Revenge of the Fallen                               | 2009年                                         | アクティビジョン           | PlayStation 3、PlayStation 2、Wii、ニンテンドーDS、PlayStation Portable、Xbox 360、Windows、 | 日本未発売。                                                                                       |
| Transformers: War for Cybertron                                   | 2010年                                         | アクティビジョン           | Windows、PlayStation 3、Xbox 360、Wii、ニンテンドーDS                                        | 日本未発売。                                                                                       |
| トランスフォーマー アニメイテッド ザ・シューティング/ザ・チェイス | 2010年                                         | セガ                       | アーケードゲーム                                                                             | 2011年11月末にサービス終了。                                                                       |
| Transformers: Dark of the Moon                                    | 2011年                                         | アクティビジョン           | ニンテンドー3DS、ニンテンドーDS、PlayStation 3、Wii、Xbox 360                                | 日本未発売。                                                                                       |
| トランスフォーマー メックテックウォーズ                           | 2011年                                         | タカラトミー               | オンラインゲーム                                                                             | |
| トランスフォーマー メックテックウォーズ                           | 2011年                                         | タカラトミー               | 無料アミューズメントゲーム・ガンガンシューティングB-太1号                                    | |
| トランスフォーマー THE LIVE!                                      | 2011年                                         | タカラトミーエンタメディア | Mobage                                                                                       | |
| トランスフォーマー for GREE                                       | 2012年                                         | インタースペース           | GREE                                                                                         | |
| Transformers: Fall of Cybertron                                   | 2012年                                         | アクティビジョン           | Windows、PlayStation 3、Xbox 360                                                             | 日本未発売。                                                                                       |
| Transformers Prime: The Game                                      | 2012年                                         | アクティビジョン           | 3DS、Wii                                                                                     | 日本未発売。                                                                                       |
| Transformers Legends                                              | 2012年12月13日（Android） 2013年4月25日（iOS） | ディー・エヌ・エー         | iOS、Android                                                                                 | 2015年10月6日にサービス終了。                                                                      |
| トランスフォーマー・ヒューマンアライアンス                        | 2014年7月16日                                  | セガ                       | アーケードゲーム                                                                             | |
| トランスフォーマー ライズ オブ ザ ダーク スパーク                 | 2014年8月28日                                  | アクティビジョン           | PlayStation 4、PlayStation 3、Xbox One、Xbox 360、Wii U、ニンテンドー3DS                     | Xbox One、Xbox 360、Wii U、ニンテンドー3DS版は日本未発売。                                         |
| キュートランスフォーマー 帰ってきたコンボイの謎                   | 2014年8月6日                                   | DLE                        | iOS、Android                                                                                 | 2016年3月28日にサービス終了。                                                                      |
| Transformers Universe                                             | 2014年7月4日                                   | Jagex                      | PC                                                                                           | オーブンベータ版として展開。2015年1月31日サービス終了。日本未展開。                                |
| Angry Birds Transformers                                          | 2014年                                         | ROVIO                      | iOS、Android、Amazon                                                                         | 『Angry Birds』とコラボレーションしたゲーム（一時的なコラボとは異なる）。                          |
| TRANSFORMERS: Devastation                                         | 2015年                                         | アクティビジョン           | PlayStation 4、PlayStation 3、Xbox One、Xbox 360、PC                                         | 日本未発売。                                                                                       |
| トランスフォーマー OPERATION OMEGA                                | 2015年12月14日                                 | HEROZ                      | iOS、Android                                                                                 | 2016年3月31日にサービス終了。                                                                      |
| トランスフォーマー:アースウォーズ                                 | 2016年7月11日                                  | Space Ape                  | iOS、Android                                                                                 | |
| トランスフォーマー:鋼鉄の戦士たち                                 | 2017年4月6日                                   | Kabam Games                | iOS、Android                                                                                 | 2023年1月13日に日本のみサービス終了。                                                              |
| トランスフォーマー・シャドウズライジング                          | 2020年4月16日                                  | セガ                       | アーケードゲーム                                                                             | |
| TRANSFORMERS ALLIANCE                                             | 2022年7月27日                                  | Snowpipe、SNOWPIPE JAPAN   | iOS、Android                                                                                 | 2023年6月30日にサービス終了。                                                                      |
| トランスフォーマー レイジバトル                                   | 2023年8月2日                                   | CTW                        | iOS、Android、PC                                                                             | 2024年3月29日にサービス終了。                                                                      |

## 玩具

### 玩具の特徴
- トランスフォーマーの玩具、特に初代の時期には、他社から発売されていた変形ロボットが、ハズブロより『TRANSFORMERS』シリーズとして海外で発売されていたが、権利関係で国により発売されない場合があった。日本ではスカイファイアーやオメガスプリームやスカイリンクス[注 4]、イギリスではスワープやレーザーウェーブ、ドイツではバンブルやスタースクリームがそれにあたる。変わったところでは、銃規制の変化によってアメリカで販売不可能となったメガトロンの例もある（そのため『G-2』以降のメガトロンは戦車などを変形モチーフとする）。
- 玩具は「ロボットから他のものに変形」が基本であるが、加えて多段変形、合体、一発変形など、様々なギミックを追加したシリーズが発売され、プレイバリューを広げた。これらのギミックも、前述のテックスペック同様にアニメやコミックの設定に活かされている。『G-2』以降ではボールジョイントを採用し、ロボット形態での関節部分のポーズ付けも重視された。
- 玩具には感温印刷を利用した「シークレットエンブレム」が貼られている。通常は全体が黒色だが、指などで温めることにより地の部分が赤→緑→青へ変化し、そのキャラクターが所属する軍のエンブレムが浮かび上がる。
- 玩具販売方式の特長に「敵側の重視」がある。戦力が拮抗するよう販売された。ライバルにあたるキャラクターが両軍にいるばかりか、初の合体兵士であるデバスターを皮切りに、電飾と電動歩行がライバルキャラより絢爛たる印象を与えるダイナザウラー や、当時としては破格の六段変形が可能なシックスショット、さらに『G-2』期初出後、幾度も流用された、組み合わせ遊びのポテンシャルが高いスモークスクリーン&ドレッドウィングなど、凝った作品を敵側に配する傾向がある[37] 。販売的に苦戦しがちな敵側キャラクターの増強という点や、ヒーローキャラクターはイメージが固定されておりデザインのバリエーションが難しいなどの点が理由とされる。こうした傾向は、アニメ初期では「主役不在の群像劇」という形で生かされており、初代の玩具CMで使われたフレーズ「君が選ぶ、君のヒーロー! 」[38]のとおり、視聴者が主役を決めることができる。つまり、敵役であるデストロンであっても、視聴者のヒーローなのである。

### シリーズ成立以前の前史
ニューミクロマン ミクロチェンジシリーズ/実用ミクロチェンジシリーズ
身近なアイテムがロボットに変形するシリーズ。ガンロボワルサーP38がメガトロンに、カセットマンがサウンドウェーブなどに繋がっていく。
ダイアクロン カーロボット
実在する車両がロボットに変形するシリーズ。移動基地バトルコンボイがコンボイに、建設車ロボがデバスターなどに繋がっていく。
TRANSFORMER
イタリアGIG社と提携して海外販売されたシリーズ。TF初期ラインナップとほぼ同様にミクロチェンジとカーロボットで構成されていた。
DIAKRON
タカラUSAによるロボットシリーズ第1弾であり、このシリーズの好セールスによりハズブロ社からのオファーに繋がる。カーロボットやガッツブロッカーなどがラインナップされていた。
KRONOFORM
タカラUSAによる初期トランスフォーマーに採用されなかったミクロマン&ダイアクロンをシリーズ化したもの。ダイアトレインやウォッチシリーズなどがラインナップされていた。
変身戦隊トランスフォーマー
1985年正式展開前に海外版パッケージの玩具を日本国内で試験販売した際のタイトル。

### 他シリーズからトランスフォーマーへの転用
トランスフォーマーに初めて転用された商品および、元となるシリーズと同様のカラーリングの商品のみ記載。

#### ダイアクロンからの転用
| ダイアクロン                                                           | トランスフォーマー                                | 備考 |
| ---------------------------------------------------------------------- | ------------------------------------------------- | --- |
| カーロボットNo.1 カウンタックLP500S スーパーチューニング               | VSZ サンストリーカー                              | ダイアクロン版から大幅にカラーリングが変更されている TRANSFORMERではサンストリーカーと同様のカラーリングも発売されていた。                                                                      |
| カーロボットNo.2 ワンボックス チェリーバネット                         | 98 アイアンハイド                                 | ダイアクロン版から大幅にカラーリングが変更されている。 ダイアクロン版と同様のカラーリングは「アンコール」にて「アイアンハイド プロテクトブラック」として発売。                                  |
| カーロボットNo.4 ワンボックス チェリーバネット 救急車タイプ            | 99 ラチェット                                     | |
| カーロボットNo.5 4WDハイラックス                                       | 25 トレイルブレイカー                             | |
| カーロボットNo.6 ホンダ・シティR                                       | 95 クロスカット スクリーチ                        | |
| カーロボットNo.7 フェアレディZ                                         | 08 ストリーク                                     | |
| カーロボットNo.8 4WDハイラックス・レッカー車                           | 46 ホイスト                                       | ダイアクロン版から大幅にカラーリングが変更されている。 |
| カーロボットNo.9 ホンダ・シティターボ                                  | VSZ スキッズ                                      | |
| リアル&ロボシリーズ カーロボットNo.10 消防自動車 高層ビル用ハシゴ車    | 10 インフェルノ                                   | |
| リアル&ロボシリーズ カーロボットNo.11 フェアレディZ レーシング         | 45 スモークスクリーン                             | |
| リアル&ロボシリーズ カーロボットNo.12 J59ジープ                        | 02 ハウンド                                       | |
| リアル&ロボシリーズ カーロボットNo.13 ポリスカーフェアレディZ          | 09 プロール                                       | |
| カーロボットNo.14 ポルシェ935ターボ                                    | 06 マイスター                                     | |
| カーロボットNo.15 ニューカウンタックLP500S                             | 04 ランボル 90 タイガートラック 92 ディープカバー | |
| カーロボットNo.16 F-1 リジェJS11                                       | 07 リジェ                                         | |
| カーロボットNo.17 カーロボット移動基地 バトルコンボイ                  | 01 コンボイ                                       | |
| カーロボットNo.18 ランチア・ストラトス ターボ                          | 03 ホイルジャック                                 | |
| カーロボットNo.19 ニューカウンタックLP500S ポリスカータイプ            | 05 アラート 91 クランプダウン                     | アラートはダイアクロン版から一部のカラーリングが変更されている。 クランプダウンはダイアクロン版とほぼ同様のカラーリングとなっている。                                                           |
| カーロボットNo.20 クレーン車                                           | 47 グラップル                                     | |
| カーロボットNo.21 コルベットスティングレー                             | 44 トラックス 94 ロードレイジ                     | トラックスはダイアクロン版から大幅にカラーリングが変更されている。 ロードレイジはダイアクロン版とほぼ同様のカラーリングとなっている。                                                           |
| カーロボット合体基地 パワードコンボイ                                  | C-69 ウルトラマグナス                             | ダイアクロン版からカラーリングが大幅に変更されている。 ダイアクロン版と同様のカラーリングは「復刻版」にて「ウルトラマグナス 予告編バージョン」として発売。                                      |
| リアル&ロボシリーズ ジェット機ロボ F-15 イーグル（超高速戦闘タイプ）   | 22 スタースクリーム                               | |
| リアル&ロボシリーズ ジェット機ロボ F-15 イーグル（アクロバットタイプ） | 24 サンダークラッカー                             | |
| 昆虫ロボ カブトロン                                                    | 41 ボンブシェル 74 サルボー                       | ボンブシェル、シャープネル、キックバックはダイアクロン版から大幅にカラーリングが変更されている。 サルボー、ザップトラップ、ショットホールはダイアクロン版とほぼ同様のカラーリングとなっている。 |
| 昆虫ロボ クワガトラー                                                  | 42 シャープネル 75 ザップトラップ                 | ボンブシェル、シャープネル、キックバックはダイアクロン版から大幅にカラーリングが変更されている。 サルボー、ザップトラップ、ショットホールはダイアクロン版とほぼ同様のカラーリングとなっている。 |
| 昆虫ロボ バッタス                                                      | 40 キックバック 73 ショットホール                 | ボンブシェル、シャープネル、キックバックはダイアクロン版から大幅にカラーリングが変更されている。 サルボー、ザップトラップ、ショットホールはダイアクロン版とほぼ同様のカラーリングとなっている。 |
| リアル＆ロボシリーズ トレインロボ No.1 東海道新幹線                    | C-125 ショウキ                                    | |
| リアル&ロボシリーズ トレインロボ No.2 EF65型ブルートレイン             | C-126 ゲツエイ                                    | |
| リアル&ロボシリーズ トレインロボ No.3 東北・上越新幹線                 | C-127 ユキカゼ                                    | |
| リアル&ロボシリーズ トレインロボ No.4 東海型153系急行列車              | C-128 スイケン                                    | |
| リアル&ロボシリーズ トレインロボ No.5 L特急485系特急列車               | C-129 セイザン                                    | |
| リアル&ロボシリーズ トレインロボ No.6 DE10形ディーゼル機関車           | C-130 カエン                                      | |
| 爆転アタックロボ ジェットタイプ                                        | トップスピン                                      | |
| 爆転アタックロボ ドリルタイプ                                          | ツインツイスト                                    | |
| ダブルチェンジャーNo.1 サバンナRX-7                                    | ダウンシフト                                      | |
| ダブルチェンジャーNo.2 フェラーリBB                                    | オーバードライブ                                  | |
| ダブルチェンジャーNo.3 セリカXX                                        | カムシャフト                                      | |
| 恐竜ロボNo.1 ティラノサウルス                                          | 26 グリムロック                                   | |
| 恐竜ロボNo.2 トリケラトプス                                            | 28 スラッグ                                       | |
| 恐竜ロボNo.3 ブロントサウルス                                          | 27 スラージ                                       | |
| 恐竜ロボNo.4 ステゴサウルス                                            | 29 スナール                                       | |
| 恐竜ロボNo.5 プテラノドン                                              | 30 スワープ                                       | ダイアクロン版からカラーリングが大幅に変更されている アニメ版のカラーリングはダイアクロン版に準拠している。                                                                                     |
| 建設車ロボ 1 ブルドーザー                                              | 36 ボーンクラッシャー                             | ダイアクロン版からカラーリングが大幅に変更されている。 |
| 建設車ロボ 2 パワーショベル                                            | 35 スカベンジャー                                 | ダイアクロン版からカラーリングが大幅に変更されている。 |
| 建設車ロボ 3 ショベルドーザー                                          | 32 スクラッパー                                   | ダイアクロン版からカラーリングが大幅に変更されている。 |
| 建設車ロボ 4 トラッククレーン                                          | 33 グレン                                         | ダイアクロン版からカラーリングが大幅に変更されている。 |
| 建設車ロボ 5 ダンプトラック                                            | 31 ロングハウル                                   | ダイアクロン版からカラーリングが大幅に変更されている。 |
| 建設車ロボ 6 ミキサー車                                                | 34 ミックスマスター                               | ダイアクロン版からカラーリングが大幅に変更されている。 |
| 可動戦隊トリプルチェンジャー ジェット機タイプ                          | 43 ブリッツウイング 72 オーバーチャージ           | ブリッツウィングはダイアクロン版から大幅にカラーリングが変更されている。 オーバーチャージはダイアクロン版とほぼ同様のカラーリングとなっている。                                                 |

#### ミクロチェンジからの転用
| ミクロチェンジ                                              | トランスフォーマー                     | 備考 |
| ----------------------------------------------------------- | -------------------------------------- | --- |
| MC-01 ミクロカセットロボ ミクロス                           | 17 ランブル 18 フレンジー エネミー     | ランブルはカセットマン付属のレッドミクロスと同様のカラーリング。 |
| MC-02 ミクロカセットロボ ジャガー                           | 19 ジャガー 69 ハウルバック            | |
| MC-03 ミクロカセットロボ コンドル                           | 20 コンドル 70 ガーボイル VSZ バズソー | バズソーはトランスフォーマー用に独自のカラーリングが施されている。 |
| MC-04 ミクロロボットCAR 01 ポルシェ924                      | 13 クリフ                              | |
| MC-04 ミクロロボットCAR 02 ファミリア1500XG                 | バンパー                               | 本来はトランスフォーマー未導入だったが、海外版のクリフのパッケージの一部に誤封入されていた。 トランスフォーマーとしての名称はファンの通称だったが、ドリームウェーブ版コミックに登場した際に設定された。                   |
| MC-04 ミクロロボットCAR 03 フォルクスワーゲン               | 11 バンブル                            | |
| MC-04 ミクロロボットCAR 04 4WDオフロード                    | 85 ギアーズ                            | |
| MC-04 ミクロロボットCAR 05 ジープ                           | 15 ゴング                              | |
| MC-04 ミクロロボットCAR 06 トランザム                       | 12 チャージャー                        | |
| MC-04 ミクロロボットCAR 07 アメリカントラック               | 14 ドラッグ                            | |
| MC-05 カメラロボ                                            | 21 リフレクター                        | |
| MC-06 ウォッチロボ                                          | オートボット                           | 『G-2』期にタカラが北米で販売。日本未発売。 |
| MC-07 ガンロボ ブローニング                                 | D-308 ブローニング                     | |
| MC-10 カセットマン                                          | 17 サウンドウェーブ                    | |
| MC-12 ガンロボ ワルサーP38 MC-13 ガンロボ ワルサーP38 UNCLE | 16 メガトロン                          | |
| MC-14 メタルマン                                            | エッグボット ダークエッグボット        | それぞれミクロチェンジ版から大幅なカラーリングの変更および、キーホルダーチェーンが取り付けられる改修が施されている。 また、エッグボット型は『魔神英雄伝ワタル』のジャキラへと転用された際に改修された型が使用されている。 |
| MC-15 メタルレオ                                            | エッグレオ ダークエッグレオ            | それぞれミクロチェンジ版から大幅なカラーリングの変更および、キーホルダーチェーンが取り付けられる改修が施されている。 また、エッグボット型は『魔神英雄伝ワタル』のジャキラへと転用された際に改修された型が使用されている。 |
| MC-16 メタルホーク                                          | エッグバード ダークエッグバード        | それぞれミクロチェンジ版から大幅なカラーリングの変更および、キーホルダーチェーンが取り付けられる改修が施されている。 また、エッグボット型は『魔神英雄伝ワタル』のジャキラへと転用された際に改修された型が使用されている。 |
| MC-20 顕微鏡ロボ                                            | 39 パーセプター 68 マグニフィカス      | パーセプターはミクロチェンジ版から大幅にカラーリングが変更されている。 マグニフィカスはミクロチェンジ版とほぼ同様のカラーリングとなっている。                                                                             |
| MC-21 ラジカセロボ                                          | 38 ブロードキャスト                    | |

#### タカラ以外からの転用
| トイコー                   | トランスフォーマー                   |
| -------------------------- | ------------------------------------ |
| アストロマグナム           | 49 レーザーウェーブ                  |
| トイボックス               | トランスフォーマー                   |
| メカボット-1               | 64 オメガセンチネル オメガスプリーム |
|                            | スカイリンクス                       |
| タカトクトイス（バンダイ） | トランスフォーマー                   |
| ビート・ガドル             | バラージ                             |
| ビート・グガル             | チョップショップ                     |
| ビート・ゼグナ             | ランサック                           |
| ビート・バダム             | ヴェノム                             |
| VF-1 バルキリー            | スカイファイアー                     |
| VV-54 キャリバー           | ロードバスター                       |
| VH-64 ガゼット             | ホワール                             |

### トランスフォーマーから他シリーズへの転用

#### 勇者シリーズへの転用
| トランスフォーマー         | 勇者シリーズ                  | 勇者シリーズ               |
| -------------------------- | ----------------------------- | -------------------------- |
| D-336 デスザラス           | ドラゴン変形 レッドガイスト   | 『伝説の勇者ダ・ガーン』   |
| C-347 ソニックボンバー     | ジェット変形 飛龍             | 『勇者特急マイトガイン』   |
| C-348 ダイアトラス         | 4段変形 轟龍                  | 『勇者特急マイトガイン』   |
| D-98 シックスショット      | 忍者刑事 シャドウ丸           | 『勇者警察ジェイデッカー』 |
| C-341 ガソリンベース       | ミニコレ秘密変形基地 警察署   | 『勇者警察ジェイデッカー』 |
| C-342 エアポートベース     | ミニコレ秘密変形基地 飛行場   | 『勇者警察ジェイデッカー』 |
| C-343 ファイヤーベース     | ミニコレ秘密変形基地 消防署   | 『勇者警察ジェイデッカー』 |
| C-344 ビルドベース         | ミニコレ秘密変形基地 建設現場 | 『勇者警察ジェイデッカー』 |
| C-360 スカイギャリー       | DX飛行要塞 デスギャリガン     | 『黄金勇者ゴルドラン』     |
| C-326 ギャラクシーシャトル | DX雷鳴合体 サンダーダグオン   | 『勇者指令ダグオン』       |
| C-371 グランダス           | DXロボット基地 ダグベース     | 『勇者指令ダグオン』       |

『勇者エクスカイザー』で発売された「左右合体 ウルトラレイカー」は元々トランスフォーマー用の商品として開発されていた。
また、シリーズ全体を通してトランスフォーマーの玩具をモチーフとした玩具未発売キャラが複数登場しているほか、未登場に終わった転用案も存在する。

#### ミクロマン レッドパワーズへの転用
| トランスフォーマー                      | ミクロマン レッドパワーズ                                        | 備考                   |
| --------------------------------------- | ---------------------------------------------------------------- | ---------------------- |
| C-330 ロケットベース                    | L-26 宇宙移動基地 ミクロロケットベース                           |                        |
| アクションマスター オプティマスプライム | L-20 秘密移動基地 ミクロトレーラー                               | トレーラー部分を転用。 |
| TRF-11 ロードロケット                   | L-14 ミクロバイク マッハスピーダ ミクロバイク ハイパースピーダ   |                        |
| TRF-12 ロードビッグ                     | L-15 ミクロバイク ロードバイソン ミクロバイク トルネードバイソン |                        |

### 玩具シリーズ
※映像作品が伴う玩具シリーズは省略。

#### 日本（玩具）
| 展開年 | シリーズタイトル                                       |
| ------ | ------------------------------------------------------ |
| 1991年 | トランスフォーマー リターン・オブ・コンボイ            |
| 1992年 | 戦え!超ロボット生命体トランスフォーマー 合体大作戦     |
| 1992年 | トランスフォーマー G-2                                 |
| 2000年 | トランスフォーマー 復刻版                              |
| 2002年 | トランスフォーマー マイクロマスター                    |
| 2002年 | トランスフォーマー コレクション                        |
| 2002年 | トランスフォーマー USAエディション                     |
| 2002年 | トランスフォーマー MEGASCF                             |
| 2003年 | キッズトランスフォーマー レスキューヒーロー ゴーボッツ |
| 2003年 | トランスフォーマー バイナルテック                      |
| 2003年 | トランスフォーマー マスターピース                      |
| 2003年 | トランスフォーマー ミニボットキーチェーン              |
| 2003年 | トランスフォーマー スパイチェンジャーくじ              |
| 2003年 | マイクロンブースター                                   |
| 2004年 | 極小変形トランスフォーマー                             |
| 2005年 | トランスフォーマー バイナルテックアスタリスク          |
| 2005年 | トランスフォーマー ハイブリッドスタイル                |
| 2005年 | トランスフォーマー EZコレクション                      |
| 2006年 | トランスフォーマー キスぷれ                            |
| 2006年 | ビーストウォーズリボーン                               |
| 2007年 | ビーストウォーズ テレもちゃ                            |
| 2007年 | トランスフォーマー アンコール                          |
| 2007年 | トランスフォーマー スポーツレーベル                    |
| 2007年 | トランスフォーマー ミュージックレーベル                |
| 2007年 | トランスフォーマームービー オールスパークパワー        |
| 2008年 | 変形!ヘンケイ!トランスフォーマー                       |
| 2009年 | トランスフォーマー オルタニティ                        |
| 2009年 | トランスフォーマー ディズニーレーベル                  |
| 2009年 | トランスフォーマー デヴァイスレーベル                  |
| 2009年 | トランスフォーマームービー N.E.S.T.                    |
| 2010年 | トランスフォーマームービー オートボットアライアンス    |
| 2011年 | トランスフォーマー ユナイテッド                        |
| 2012年 | トランスフォーマー ガリロボ君                          |
| 2012年 | トランスフォーマー ユナイテッドEX                      |
| 2012年 | トランスフォーマー キャップボッツ                      |
| 2012年 | リモコン変形 RCトランスフォーマー                      |
| 2013年 | ビークール                                             |
| 2013年 | トランスフォーマー ジェネレーションズ                  |
| 2013年 | クレオ トランスフォーマー                              |
| 2013年 | トランスフォーマーGT                                   |
| 2015年 | トランスフォーマークラウド                             |
| 2015年 | トランスフォーマー レジェンズ                          |
| 2015年 | トランスフォーマー ユナイトウォリアーズ                |
| 2018年 | パワーオブザプライム                                   |
| 2019年 | トランスフォーマー シージ                              |
| 2019年 | トランスフォーマー ジェネレーションセレクト            |
| 2020年 | トランスフォーマー アースライズ                        |
| 2020年 | トランスフォーマー ウォーフォーサイバトロン            |
| 2021年 | トランスフォーマー キングダム                          |
| 2022年 | トランスフォーマー レガシー                            |
| 2023年 | トランスフォーマー レガシー エヴォリューション         |
| 2024年 | トランスフォーマー ミッシングリンク                    |

#### アメリカ（玩具）
- トランスフォーマー アクションマスター
- トランスフォーマー マシンウォーズ
- Mutant Beast Wars（動物から動物へ変形するシリーズ）
- Transformers: Dinobots
- トランスフォーマー オルタネイターズ（Transformers: Alternators） - 日本におけるバイナルテック&キスぷれ
- トランスフォーマー ユニバース（Transformers Universe）
- Beast Wars 10th Anniversary
- Transformers: Titanium
- トランスフォーマージェネレーションズ（Transformers: Generations） - 2010年 以下の製品も同ラインに含まれる。
  - Fall of Cybertron - 2012年　
  - Thrilling 30 - 2013年 TF30周年を記念して展開されたシリーズ。
  - コンバイナーウォーズ（Combiner Wars） - 2015年
  - タイタンズリターン（Titans Return） - 2016年
  - Alt-Modes - 2016年 1頭身キャラクターの瞬間変形ギミックアイテム

## 漫画作品

### 日本（漫画）
※雑誌掲載作品のみ。
| タイトル                                                  | 作者                                    | 備考 |
| --------------------------------------------------------- | --------------------------------------- | --- |
| 戦え!超ロボット生命体トランスフォーマー                   | 原作・構成：金田益実 まんが：まがみばん | テレビマガジン1986年4月号～11月号連載。                                                                       |
| 超ロボット生命体物語ザ☆トランスフォーマー                 | 原作・構成：金田益実 まんが：まがみばん | テレビマガジン1986年12月号～1987年4月号連載。                                                                 |
| トランスフォーマー大戦争                                  | 原作・構成：金田益実 まんが：まがみばん | テレビマガジン1987年5月号～7月号連載。                                                                        |
| トランスフォーマー ザ☆ヘッドマスターズ                    | 原作・構成：金田益実 まんが：まがみばん | テレビマガジン1987年8月号～1988年3月号連載。                                                                  |
| トランスフォーマー 超神マスターフォース                   | 原作・構成：金田益実 まんが：まがみばん | テレビマガジン1988年4月号～1989年3月号連載。                                                                  |
| 戦え!超ロボット生命体トランスフォーマーV                  | 原作・構成：金田益実 まんが：まがみばん | テレビマガジン1989年4月号～1990年1月号連載。                                                                  |
| 戦え!超ロボット生命体トランスフォーマーZ                  | 原作・構成：金田益実 まんが：まがみばん | テレビマガジン1990年応募者全員プレゼント用小冊子『TFひみつ手帳』掲載。                                        |
| 戦え!超ロボット生命体トランスフォーマー ザ☆バトルスターズ | 原作・構成：金田益実 まんが：まがみばん | テレビマガジン1991年8月号別冊付録掲載。                                                                       |
| トランスフォーマー                                        | 原作：古尾雷太 まんが：森藤よしひろ     | コミックボンボン1986年春休み増刊ファミリーコンピュータースペシャル特集号掲載。                                |
| トランスフォーマー コンボイの謎                           | みやぞえ郁雄                            | コミックボンボン1986年12月号掲載。                                                                            |
| トランスフォーマーG-2〜新たなる闘い!!〜                   | 田中正仁                                | コミックボンボン1995年夏休みジャンボ増刊号掲載。                                                              |
| ビーストウォーズII                                        | 今木商事                                | コミックボンボン1998年7月号～1999年2月号連載。全8話。全2巻。                                                  |
| ビーストウォーズネオ                                      | 今木商事                                | コミックボンボン1999年4月号～10月号連載。全7話。全1巻。                                                       |
| ビーストウォーズメタルス                                  | 今木商事                                | コミックボンボン1999年11月号～2000年4月号連載。全6話。全1巻。                                                 |
| Qロボ トランスフォーマー                                  | 今木商事                                | コミックボンボン2003年4月号～2004年11月号連載。 単行本タイトルは『爆笑トランスフォーマー ギャグコロシアム』。 |
| トランスフォーマー スターゲート戦役                       | 津島直人                                | スーパーロボットマガジンVol.11～Vol.14連載。                                                                  |
| トランスフォーマー ギャラクシーフォース                   | 岩本佳浩                                | コミックボンボン2005年2月号～10月号連載。全9話。全1巻（第7話から最終話である第9話は未収録）。                 |
| トランスフォーマー情報管理局テレトラン15GO!GO!            | 大嶋優木                                | 電撃ホビーマガジン2005年7月号～2007年8月号連載。                                                              |
| トランスフォーマー キスぷれ                               | 大嶋優木                                | 月刊コミック電撃大王2006年9月号～11月号連載。全3話。                                                          |
| 変形!ヘンケイ!トランスフォーマー                          | 津島直人                                | コミックブンブン2008年11月号～2009年10月号連載。                                                              |
| トランスフォーマー アニメイテッド ザ・クール              | NAOTO                                   | ケロケロエース2010年5月号～2011年5月号連載。全10話（内、エクストラ全3話）。全1巻（エクストラ全3話は未収録）。 |
| ケロロ軍曹×トランスフォーマー                             | NAOTO                                   | ケロケロエース2012年2月号掲載。                                                                               |
| トランスフォーマー オールスパーク                         | 津島直人                                | ケロケロエース2012年11月号～                                                                                  |
| トランスフォーマーGT                                      | 津島直人                                | ケロケロエース2013年7月号掲載。                                                                               |

### アメリカ（漫画）
- トランスフォーマー (マーベルコミック版)
- トランスフォーマー (ドリームウェーブ版)
- トランスフォーマー (IDW版)
- トランスフォーマー (スカイバウンド版)

北米では主に上記の4つの出版社からコミック作品が発刊されている（詳細は各記事を参照）。

## アトラクション

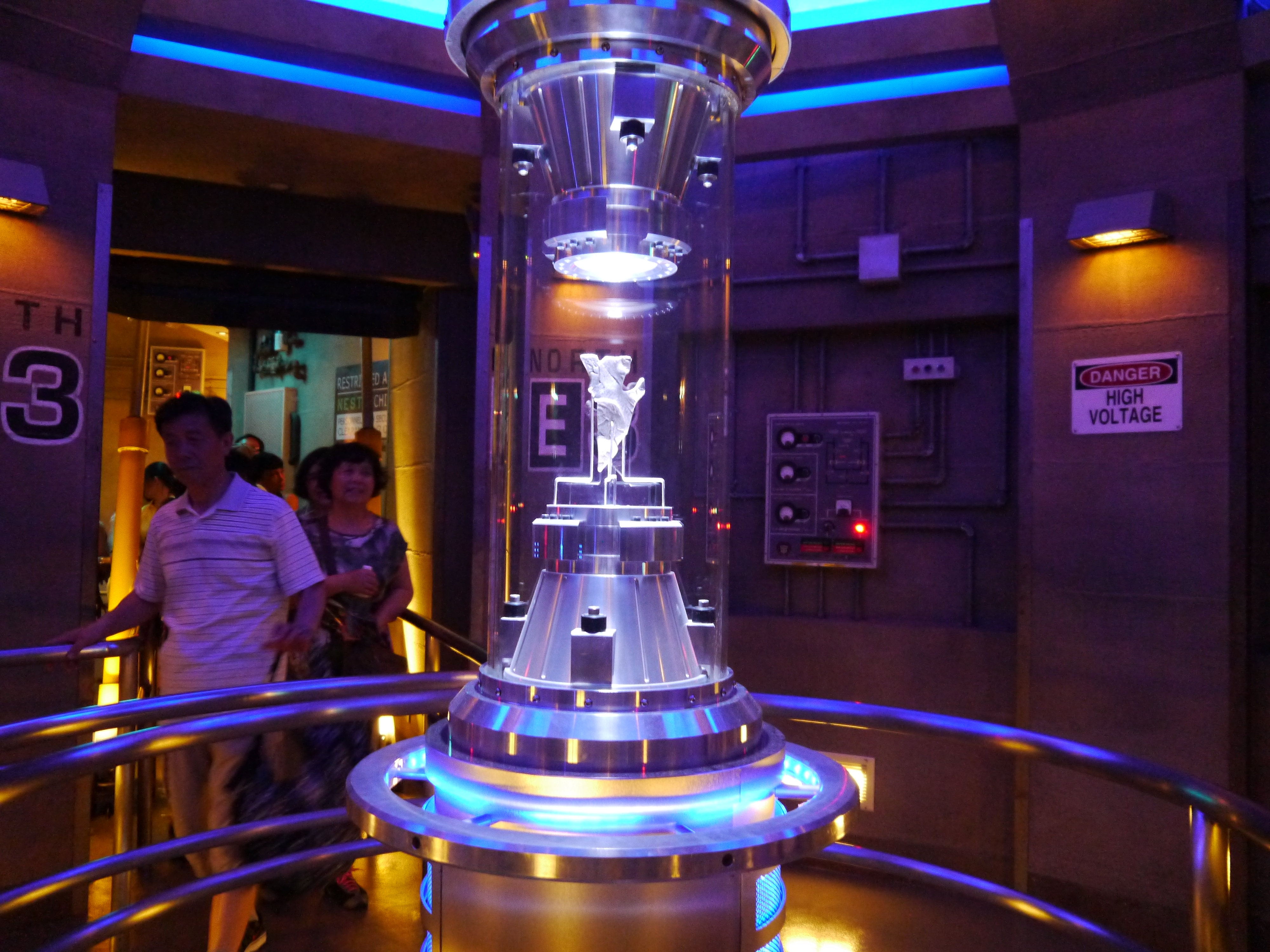
ユニバーサル・スタジオ・シンガポール内に展示されたオールスパークの欠片

トランスフォーマー・ザ・ライド3D

2011年、ユニバーサル・スタジオ・シンガポールにて実写映画を題材としたアトラクションが立ち上がる。後に2012年にユニバーサル・スタジオ・ハリウッドに、2013年にユニバーサル・スタジオ・フロリダにも開設された。
トランスフォーマー ヒューマンアライアンス スペシャル
2014年より稼働しているアーケードゲーム『トランスフォーマー・ヒューマンアライアンス』をベースに2015年より東京ジョイポリスで設置されたアトラクション。

## その他
- 2009年6月19日放映の『スッキリ!!』番組内の『トランスフォーマー/リベンジ』特集で番組司会者2人がTF化デザインされた。テリー伊藤は卵焼きから変形するサイバトロン戦士「ローリングテリー（ROLLING TERRY）」に、加藤浩次は狂犬から変形するデストロン戦士「マッドコージー（MAD COZY）」にイラストデザイン化された。なお、立体化はされなかった。
- 2012年から2014年まで、北海道旭川市『旭川冬まつり』で公式タイアップとして大雪像を製作[41]。2012年は実写映画版オプティマスプライム、2013年はTFプライム版オプティマスプライム、2014年は誕生30周年記念として初代コンボイ（ロボット&トレーラー）を製作。
- 2014年8月9 - 17日までパシフィコ横浜で『トランスフォーマー博 TRANSFORMERS EXPO』を開催。
- 2018年7月29日にYouTubeで『トランスフォーマー「明治維新150周年記念コラボ」スペシャルPV』が配信された[42]。